# Emma Lundberg
Emma Lundberg (née le 13 juin 1869 à Kristianstad et morte le 28 août 1953 à Lidingö) est une artiste peintre et architecte suédoise, pionnière de l'art des jardins.

## Biographie
Emma Lovisa Bong, est née le 13 juin 1869 à Kristianstad, en Suède. Ses parents sont Anders Fredrik Bong, relieur, et Carolina Cecilia Sjöström. 
Elle suit brièvement une formation artistique avec Fredrik Krebs et Karl Aspelin à Lund puis épouse l'homme d'affaires Carl Lundberg. Ils ont quatre enfants : le géophysicien Hans_Lundberg (sv), l'architecte Erik_Lundberg (sv)), l'homme d'affaires Sten Lundberg et l'artiste textile Barbro Nilsson. Ils vivent d'abord à Malmö.

### La peinture
Emma Lundberg pratique la peinture et surtout l'aquarelle. Ses sujets de prédilections sont ses enfants et petits enfants, son jardin et les paysages. Elle peint tout au long de sa vie. 

### L'architecture de jardins
Emma Lundberg s'intéresse aussi à l'architecture de jardins, qu'elle pratique largement en autodidacte, en s'inspirant des jardins scaniens de son enfance et du mouvement Arts and Crafts.
En 1906 la famille Lundberg déménage à Stockholm puis achète un terrain sur l'île de Lidingö. Elle y crée son propre jardin combinant l'approche artistique et celle du jardinier. Elle tient compte du relief du terrain, construit la maison, non pas au centre du jardin, mais dans un angle où elle dispose de la meilleure exposition. Le jardin est divisé en zones avec des fonctions spécifiques, en lien avec les pièces de la maison ; des espaces de repos permettent de profiter du jardin et des vues. Les arbres fruitiers, les haies et les pergolas jouent un rôle prépondérant et servent de structure. Les espaces deviennent de plus en plus informels à mesure qu'ils s'éloignent de la maison, afin de faire la transition avec la nature environnante. 
En 1932, elle publie Min trädgård. Några akvareller med åtföljande text (Mon jardin. Quelques aquarelles avec texte d'accompagnement), qui décrit mois par mois les tâches à entreprendre au jardin et, en 1936, Trädgården. En länk mellan hemmet och naturen (Le jardin. Un lien entre la maison et la nature ) qui décrit sa conception du jardin, qui doit être adapté aux conditions locales et à son environnement. En 1941, elle publie avec son fils, l'architecte Erik Lundberg, Svensk trädgård – dess förutsättningar i tradition och natur (Le jardin suédois - sa position dans la tradition et la nature)  dans lequel ils décrivent leurs sources d'inspiration pour l'art du jardin : les arbres fruitiers, les haies et les espaces verts.  
Elle devient ainsi une des personnalités de pointe de l'art du jardin suédois au cours de la première moitié du XXe siècle.

L'autrice Lotte Möller décrit Emma Lundberg comme le pendant suédois de Gertrude Jekyll, la figure de proue du jardinage anglais au tournant du XXe siècle. 

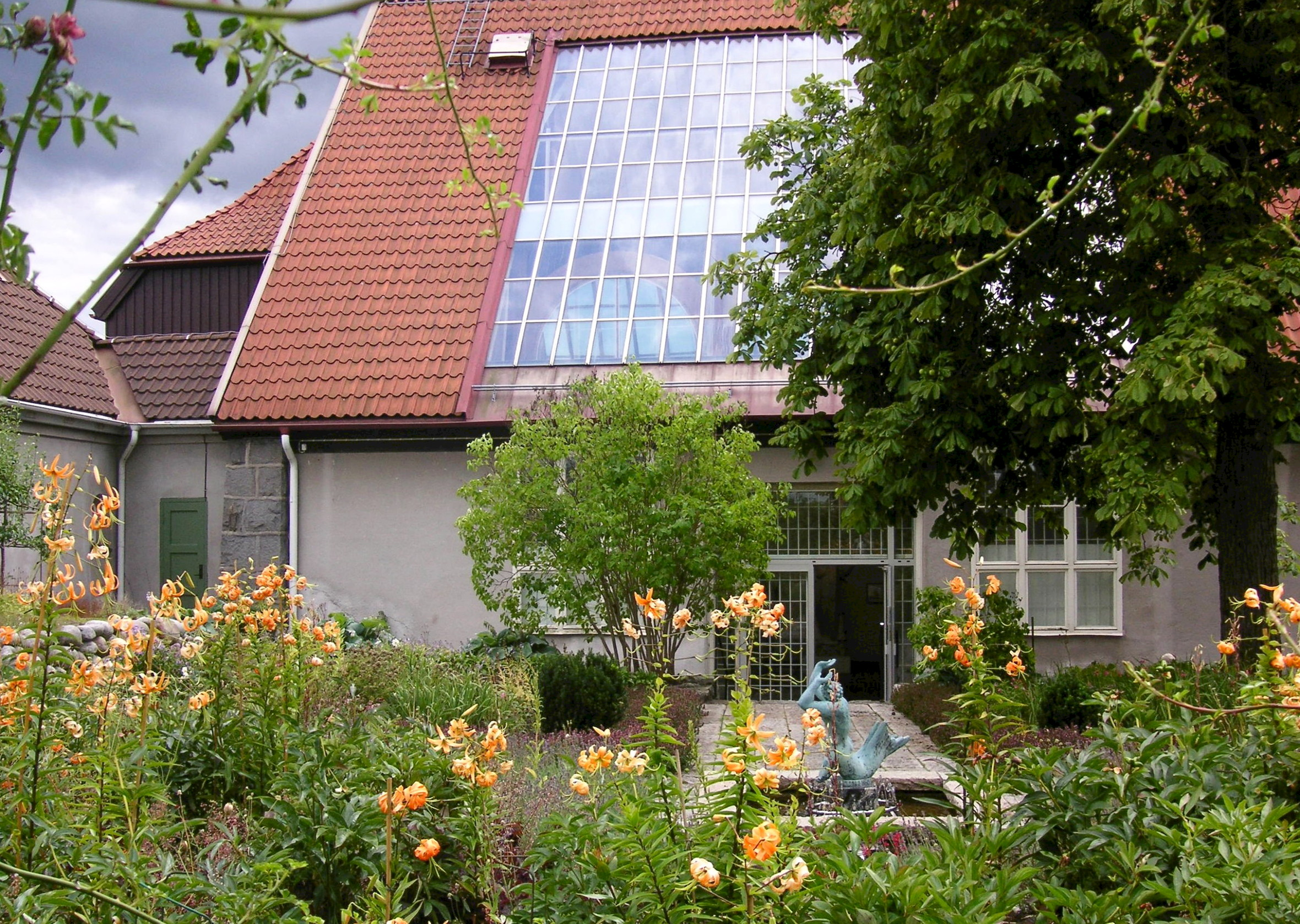
Jardin Emma Lundberg à Millesgården

Emma Lundberg décède le 28 août 1953, elle est inhumée au cimetière de Lidingö.  
Ses idées ont été un peu oubliées durant les années qui ont suivi sa mort en 1953. Mais en 1998, alors que Stockholm est la capitale européenne de la culture, un Jardin Emma Lundberg est inauguré à Millesgården sur l'île de Lidingö. Organisé selon les principes d'Emma Lundberg, il fait partie d'un ensemble comprenant aussi un musée d'art, un parc de sculptures, avec, principalement des  œuvres de Carl Milles et, en 1999, une galerie d'art par l'architecte Johan Celsin,,.  

## Sources et références
- (en)/(sv) Cet article est partiellement ou en totalité issu des articles intitulés en anglais « Emma Lundberg » (voir la liste des auteurs) et en suédois « Emma Lundberg » (voir la liste des auteurs).

1. 1 2 3 4 5 6 7  (en) Stella Westerlund, Alexia Grosjean (trad.), « skbl.se - Emma Lovisa Lundberg », sur skbl.se (consulté le 10 octobre 2021)
2. ↑  « Gravar.se », sur gravar.se (consulté le 10 octobre 2021)
3. ↑  (sv) « Ett liv i färg och doft. För Emma Lundberg var trädgården ett konstverk », sur DN.SE, 24 mai 1998 (consulté le 10 octobre 2021)
4. ↑  (sv) « Boken om Emma Lundbergs trädgårdskonst », sur www.movium.slu.se (consulté le 10 octobre 2021)
5. ↑  (nl) Arne Vanlaer, « Millesgarden », sur Arne Vanlaer, 12 mai 2019 (consulté le 10 octobre 2021)